# 金·安德森
基思·金·安德森（英語：Keith Kim Anderson，1955年5月12日—），美国NBA联盟职业篮球运动员。他在1978年的NBA选秀中第7轮第15顺位被密尔沃基雄鹿选中。